# Сэвидж, Том
Томас Бенджамин Сэвидж (англ. Thomas Benjamin Savage, 26 апреля 1990, Спрингфилд, Пенсильвания) — профессиональный американский футболист, квотербек. Выступал в НФЛ в составе клуба «Хьюстон Тексанс».

## Биография

### Любительская карьера
Том Сэвидж родился 26 апреля 1990 года в Спрингфилде, штат Пенсильвания. В футбол он начал играть со своим старшим братом Брайаном, квотербеком команды университета Хофстра. На второй год обучения в старшей школе имени кардинала О’Хары Том стал стартовым квотербеком команды. В возрасте шестнадцати лет он уже был выше среднего роста квотербеков Национальной футбольной лиги. Интерес к нему проявлял ряд сильных университетских программ — Майами, Нотр-Дам и Флорида. Окончив школу, Сэвидж предпочёл поступить в Ратгерс к тренеру Грегу Шиано. В прессе Тома называли «самым многообещающим квотербеком в истории программы».
В дебютный год Сэвидж одержал восемь побед и был признан Самым ценным игроком команды. Следующий сезон сложился для него неудачно. Том испытывал проблемы с точностью паса, получил несколько травм. Место в составе он уступил Чесу Додду. В первый свой год Сэвидж набрал 2 211 пасовых ярдов, а во второй — только 521 ярд. После конфликта с тренером он покинул команду и перевёлся в Аризонский университет. По правилам NCAA он полностью пропустил сезон 2011 года. Затем Том попытался вернуться в Ратгерс, но у программы сменился тренер и он передумал. В составе Аризоны он так и не сыграл и перешёл в университет Питтсбурга. Это стоило Сэвиджу сезона 2012 года.
После двух лет вне игры он вернулся на поле и в составе Питтсбург Пантерз набрал почти 3 000 пасовых ярдов. Лучшую свою игру Том провёл против Дьюка, сделав шесть тачдаунов и набрав 424 ярда. Он сыграл во всех тринадцати матчах своей команды, несмотря на травмы колена и головы. Последствия этих повреждений оказали влияние на его дальнейшую карьеру.

#### Статистика выступлений в чемпионате NCAA
| Сезон | Команда                | Игры | Пас | Пас | Пас  | Пас   | Пас | Пас | Пас | Пас   | Вынос | Вынос | Вынос | Вынос |
| Сезон | Команда                | Игры | Cmp | Att | Pct  | Yds   | Y/A | TD  | Int | Rtg   | Att   | Yds   | Avg   | TD    |
| ----- | ---------------------- | ---- | --- | --- | ---- | ----- | --- | --- | --- | ----- | ----- | ----- | ----- | ----- |
| 2009  | Ратгерс Скарлетт Найтс | 12   | 149 | 285 | 52,3 | 2 211 | 7,8 | 14  | 7   | 128,7 | 59    | -105  | -1,8  | 1     |
| 2010  | Ратгерс Скарлетт Найтс | 6    | 43  | 83  | 51,8 | 521   | 6,3 | 2   | 3   | 105,3 | 32    | -6    | -0,2  | 0     |
| 2013  | Питтсбург Пантерз      | 13   | 238 | 389 | 61,2 | 2 958 | 7,6 | 21  | 9   | 138,2 | 76    | -208  | -2,7  | 3     |
| Всего | Всего                  | 31   | 430 | 757 | 56,8 | 5 690 | 7,5 | 37  | 19  | 131,1 | 167   | -319  | -1,9  | 4     |

### Профессиональная карьера
В 2014 году Сэвидж вышел на драфт НФЛ. Среди достоинств игрока отмечали его габариты, силу и технику броска, лидерские качества и опыт игры в про-стайл нападении. Минусами Тома назывались низкая точность передач, не лучшее видение поля и предсказуемость. Вопросы вызывала и психологическая устойчивость. Аналитики лиги прогнозировали ему выбор в пятом или шестом раунде.
Том был выбран клубом «Хьюстон Тексанс» в четвёртом раунде под общим 135 номером. Через неделю после драфта он подписал с командой контракт на сумму 2,52 млн долларов.

#### Хьюстон Тексанс
В первом сезоне в НФЛ Сэвидж был четвёртым квотербеком «Тексанс» после Райана Фицпатрика, Райана Маллетта и Кейса Кинама. Он принял участие всего в двух играх команды, набрав в них 127 ярдов. Перед началом сезона 2015 года игроком стартового состава стал ветеран Брайан Хойер. Том в одной из предсезонных игр получил травму плеча и не сумел составить конкуренцию Маллетту за место запасного. На поле он в играх регулярного чемпионата и плей-офф не выходил.
В марте 2016 года «Тексанс» подписали контракт на 72 млн долларов с Броком Освайлером. Дорогостоящий новичок не оправдал ожиданий и в декабре Сэвидж получил шанс проявить себя. Выйдя на замену в игре с «Джэксонвиллом» Том набрал 260 ярдов и провёл три драйва, закончившиеся набором очков. 24 декабря он впервые в карьере вышел на игру НФЛ в качестве стартового квотербека. В этом статусе Сэвидж закончил чемпионат. Весной «Хьюстон» задрафтовал Дешона Уотсона, который занял место запасного.
В регулярном чемпионате 2017 года Сэвидж делил позицию стартера с новичком Уотсоном. В семи играх, которые Том начинал в основном составе, он набрал 1 412 пасовых ярдов с пятью тачдаунами и шестью перехватами. Команда в этих матчах одержала только одну победу при шести поражениях. 10 декабря в игре с «Сан-Франциско» он получил сотрясение мозга и пропустил концовку сезона. После окончания чемпионата Сэвидж получил статус свободного агента.

#### Попытка перезапустить карьеру
В марте 2018 года Том подписал контракт с «Нью-Орлеан Сэйнтс». Вместе с командой он прошёл предсезонную подготовку, но в состав пробиться не смог и 1 сентября был отчислен. В октябре Сэвидж заключил однолетнее соглашение с «Сан-Франциско», потерявшими из-за перелома ноги основного квотербека Джимми Гаропполо. В ноябре «Форти Найнерс» отчислили Тома. С драфта отказов его забрали «Цинциннати Бенгалс», которым также потребовался запасной квотербек после травмы Энди Далтона.
Весной 2019 года Сэвидж подписал контракт с «Детройтом». Он удостоился лестных отзывов от тренеров команды, хорошо провёл первую предсезонную игру и рассматривался как главный претендент на место сменщика Мэтта Стаффорда, но получил сотрясение мозга. 31 августа «Лайонс» отчислили Тома.

#### Статистика выступлений в НФЛ

##### Регулярный чемпионат
| Сезон | Команда         | Игры | Пас | Пас | Пас  | Пас   | Пас | Пас | Пас | Пас  | Вынос | Вынос | Вынос | Вынос |
| Сезон | Команда         | Игры | Cmp | Att | Pct  | Yds   | Y/A | TD  | Int | Rtg  | Att   | Yds   | Avg   | TD    |
| ----- | --------------- | ---- | --- | --- | ---- | ----- | --- | --- | --- | ---- | ----- | ----- | ----- | ----- |
| 2014  | Хьюстон Тексанс | 2    | 10  | 19  | 52,6 | 127   | 6,7 | 0   | 1   | 51,9 | 6     | -6    | -1,0  | 0     |
| 2016  | Хьюстон Тексанс | 3    | 46  | 73  | 63,0 | 461   | 6,3 | 0   | 0   | 80,9 | 6     | 12    | 2,0   | 0     |
| 2017  | Хьюстон Тексанс | 8    | 125 | 223 | 56,1 | 1 412 | 6,3 | 5   | 6   | 71,4 | 4     | 2     | 0,5   | 0     |
| Всего | Всего           | 13   | 181 | 315 | 57,5 | 2 000 | 6,3 | 5   | 7   | 72,5 | 16    | 8     | 0,5   | 0     |